# Władimir Trutowski
Władimir Jewgienjewicz Trutowski (ros. Владимир Евгеньевич Трутовский, ur. 1889 w Konstantinogradzie, zm. 4 października 1937 w Moskwie) – rosyjski rewolucjonista, ludowy komisarz samorządu lokalnego RFSRR (1917-1918).

## Życiorys
Urodził się w rodzinie szlacheckiej. Ukończył gimnazjum w Charkowie, 1906-1910 studiował na Wydziale Prawnym Uniwersytetu Charkowskiego, z którego został wydalony, 10 grudnia 1910 aresztowany i 1911 skazany na zesłanie na 3 lata pod nadzór policji do Onegi w guberni archangielskiej. Od 1907 do listopada 1917 działał w partii eserowców, 1914 został zwolniony z zesłania, 1914-1915 redagował pismo "Sowriemiennik'" w Piotrogrodzie, potem do listopada 1917 był członkiem KC partii eserowskiej. Od grudnia 1917 działał w Partii Lewicowych Eserowców, od grudnia 1917 do 1918 był członkiem jej KC, jednocześnie od 31 grudnia 1917 do 18 marca 1918 zajmował stanowisko ludowego komisarza samorządu lokalnego RFSRR w Radzie Komisarzy Ludowych RFSRR. Od lipca 1918 do lutego 1920 działał nielegalnie w związku z powstaniem lewicowych eserowców, w lutym 1920 został aresztowany, następnie zwolniony, 10 marca 1921 ponownie aresztowany, w kwietniu 1923 skazany na trzyletnie zesłanie do Przewalska (obecnie Karakoł). W latach 1925–1926 przebywał w Połtawie, później został ponownie aresztowany i skazany na zesłanie do Krasnokokszajska (obecnie Joszkar-Oła), następnie do Szadryńska, Ałma-Aty i Orenburga, do lutego 1937 pracował jako ekonomista w Ałma-Acie.
7 lutego 1937 został aresztowany, potem skazany na śmierć przez Wojskowe Kolegium Sądu Najwyższego ZSRR i rozstrzelany. W 1992 pośmiertnie zrehabilitowany.